# Zvěstov
Obec Zvěstov se nachází v okrese Benešov ve Středočeském kraji, asi dvacet kilometrů jihovýchodně od Benešova a dvanáct kilometrů východně od Votic. Žije zde 426 obyvatel.

## Historie
První písemná zmínka o vesnici pochází z roku 1383.

### Územněsprávní začlenění
Dějiny územněsprávního začleňování zahrnují období od roku 1850 do současnosti. V chronologickém přehledu je uvedena územně administrativní příslušnost obce v roce, kdy ke změně došlo:
- 1850 země česká, kraj České Budějovice, politický a soudní okres Votice[5]
- 1855 země česká, kraj Tábor, soudní okres Votice
- 1868 země česká, politický okres Sedlčany, soudní okres Votice
- 1939 země česká, Oberlandrat Tábor, politický okres Sedlčany, soudní okres Votice[6]
- 1942 země česká, Oberlandrat Praha, politický okres Sedlčany, soudní okres Votice[7]
- 1945 země česká, správní okres Sedlčany, soudní okres Votice[8]
- 1949 Pražský kraj, okres Votice[9]
- 1960 Středočeský kraj, okres Benešov
- 2003 Středočeský kraj, okres Benešov, obec s rozšířenou působností Votice

### Rok 1932

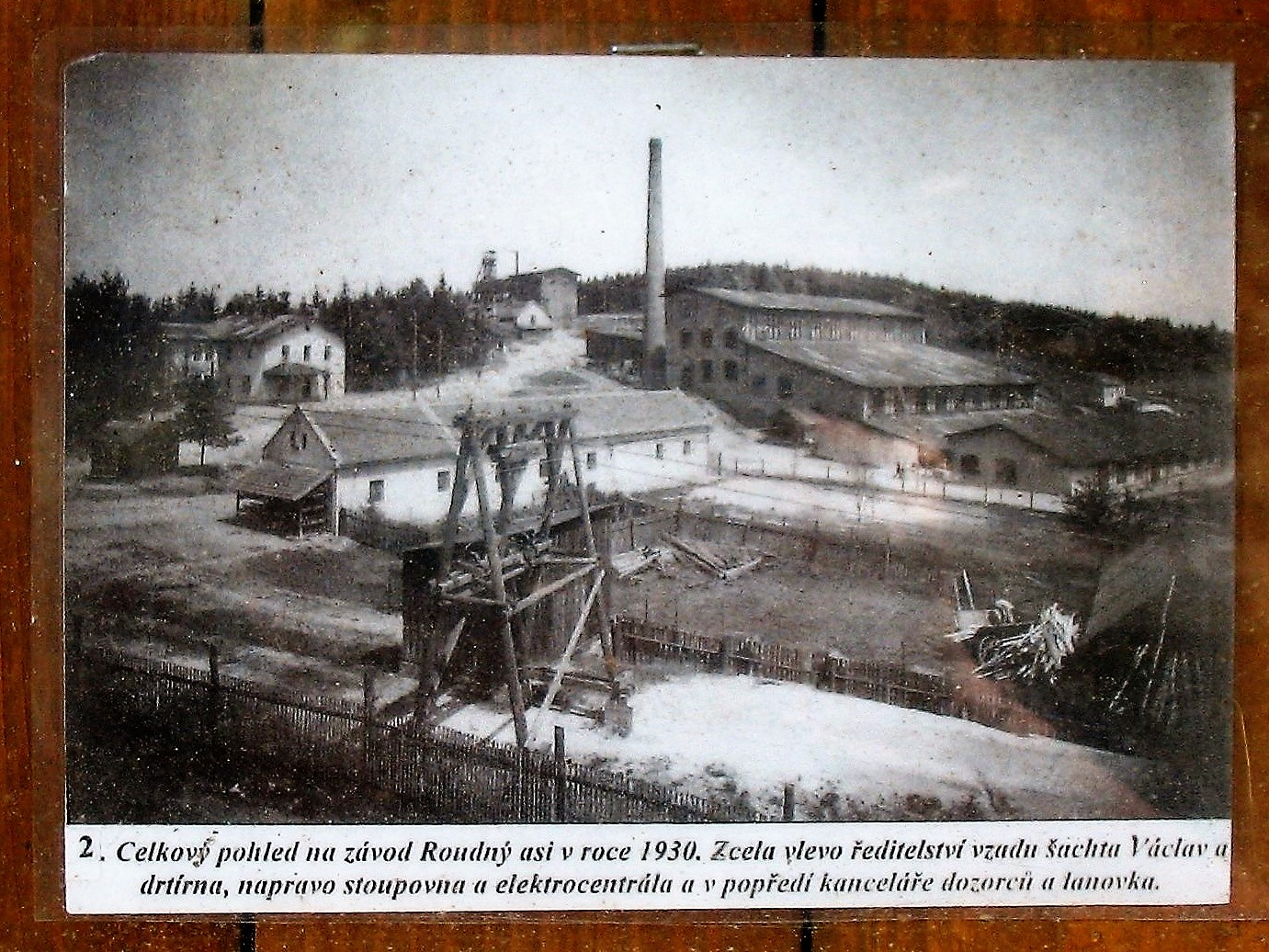
Zlatodůl Roudný kolem roku 1930 na snímku, instalovaném u naučné stezky

V obci Zvěstov (přísl. Hlohov, Ondřejovec, Šlapánov, Vestec, Vlastišov, 984 obyvatel, poštovní úřad, telegrafní úřad, telefonní úřad, četnická stanice, katol. kostel) byly v roce 1932 evidovány tyto živnosti a obchody: 2 cihelny, 7 hostinců, družstvo pro rozvod elektrické energie ve Zvěstově, 2 kováři, krejčí, lihovar, 2 mlýny, 3 obuvníci, pila, pivovar, porodní asistentka, 5 řezníků, sedlář, 5 obchodů se smíšeným zbožím, Spořitelní a záložní spolek pro farní osadu ve Šlapánově, švadlena, tesařský mistr, 3 trafiky, 2 truhláři, velkostatek, zahradnictví, zámečník, zednický mistr.
Ve vsi Bořkovice (přísl. Radošovice, Tožice, 564 obyvatel, samostatná ves se později stala součástí Zvěstova) byly v roce 1932 evidovány tyto živnosti a obchody: družstvo pro rozvod elektrické energie v Božkovicích, 2 koláři, kovář, krejčí, obuvník, 3 rolníci, obchod se smíšeným zbožím, 3 trafiky.
V obci Libouň (přísl. Bořkovice, Laby, Otradov, Roudný, 664 obyvatel, samostatná obec se později stala součástí Zvěstova) byly v roce 1932 evidovány tyto živnosti a obchody: zlatodůl Roudný, 4 hostince, kovář, mlýn, rolník, obchod se smíšeným zbožím, 4 trafiky.

## Přírodní poměry
Podle Zvěstova byl v r. 2020 pojmenován nově objevený minerál zvěstovit (přesněji „zvěstovit-(Zn)“). Vzorek se zvěstovitem byl nalezen na malé částečně odkryté haldě po těžbě z ložiska stříbronosných polymetalických rud z vrchu Stříbrnice severně od Zvěstova. Dosud nebyla nalezena žádná jiná lokalita jeho výskytu.
Není to jediný minerál, který byl v těchto vzorcích objeven. V roce 2022 byl ve vzorcích ze Zvěstova nalezen také argentotetraedrit-(Zn). Jedná se o první nález tohoto minerálu, již dříve objeveného u slovenské Kremnice a také v Legenbachu ve Švýcarsku, na území ČR.

## Části obce
Vesnice Zvěstov částí stejnojmenné obce. Obec Zvěstov má se všemi jedenácti částmi rozlohu 22,39 km² tvořenou čtyřmi katastrálními územími:
- Bořkovice – části Bořkovice, Otradov a Roudný
- Laby – část Laby
- Libouň – část Libouň
- Zvěstov – části Zvěstov, Hlohov, Ondřejovec, Šlapánov, Vestec a Vlastišov

## Pamětihodnosti

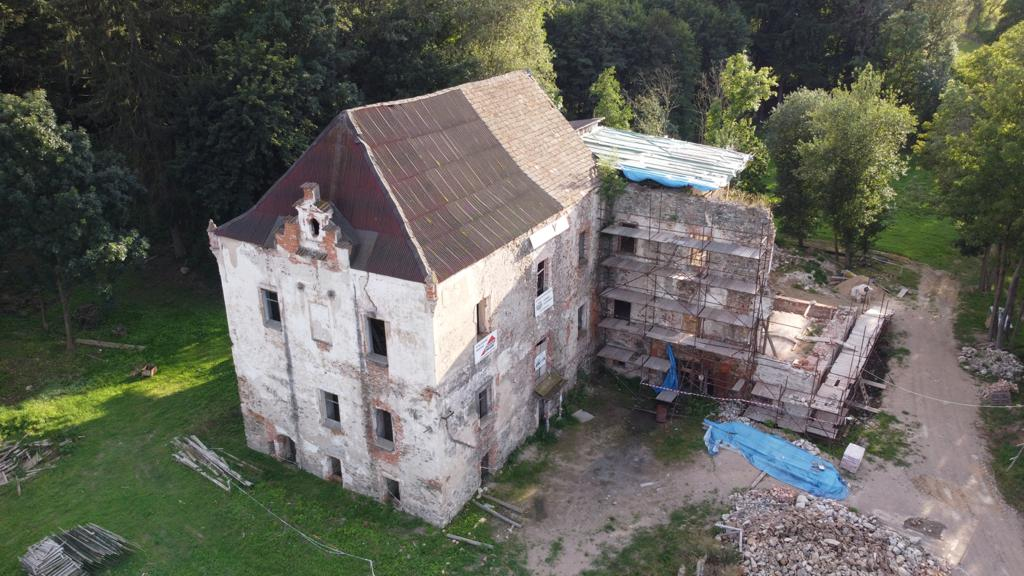
Zámek Zvěstov v roce 2020

- Zámek Zvěstov – objekt v havarijním stavu, evidovaný jako památka v nejvyšším stupni ohrožení[19]
- Přírodní památky Roudný a Štola Mořic
- Důl Roudný – v první polovině 20. století jeden z největších zlatých dolů ve střední Evropě

## Doprava
Obcí prochází silnice II/150 Votice – Jankov – Zvěstov – Louňovice pod Blaníkem – Čechtice – D1 exit 66 (Loket). Železniční trať ani stanice na území obce nejsou.  roce 2012 v obci měly zastávky autobusové linky Vlašim–Votice (v pracovní dny pět spojů) a Zvěstov – Benešov – Praha (v neděli jeden spoj) dopravce ČSAD Benešov.
Obcí vede cyklotrasa č. 112 Louňovice pod Blaníkem – Zvěstov – Jankov – Votice – Kosova Hora a procházejí jí červeně značená turistická trasa Votice – Zvěstov – Louňovice pod Blaníkem – Velký Blaník a modře značená trasa Jankov – Ratměřice – Zvěstov – Šlapánov.